# Премия «Давид ди Донателло» за лучший сценарий
Премия «Да́вид ди Донате́лло» за лучший сценарий (итал. David di Donatello per la migliore sceneggiatura) — один из призов национальной итальянской кинопремии Давид ди Донателло.

## Победители и номинанты

### 1970-е
- 1975
  - Адженоре Инкроччи, Марио Моничелли и Фурио Скарпелли — Народный роман
- 1976:
  - Альберто Бевилаккуа и Нино Манфреди — Берегись шута
- 1977:
  - Леонардо Бенвенути и Пьеро Де Бернарди — Спальня епископа
- 1978:
  - Не награждалось
- 1979:
  - Не награждалось

### 1980-е
- 1980
  - Не награждалось
- 1981
  - Тонино Гуэрра и Франческо Рози — Три брата
  - Руджеро Маккари и Этторе Скола — Любовная страсть
  - Анна Павиньяно и Массимо Троизи — Начну с трёх
- 1982
  - Серджо Амидеи и Марко Феррери — Истории обыкновенного безумия
  - Энрико Олдоини и Карло Вердоне — Тальк
  - Бернардино Дзаппони — Душистый горох
- 1983
  - Серджо Амидеи и Этторе Скола — Ночь Варенны
  - Паоло Тавиани и Витторио Тавиани — Ночь Святого Лаврентия
  - Джанни Амелио и Винченцо Черами — В самое сердце
- 1984
  - Федерико Феллини и Тонино Гуэрра — И корабль плывет
  - Нанни Лой и Эльвио Порта — Меня послал Пиконе
  - Руджеро Маккари, Жан-Клод Пешена, Фурио Скарпелли и Этторе Скола — Бал
  - Нанни Моретти и Сандро Петралья — Бьянка
- 1985
  - Паоло Тавиани, Витторио Тавиани и Тонино Гуэрра — Хаос
  - Пупи Авати и Антонио Авати — Трое
  - Сузо Чекки д’Амико — Порядочный скандал
- 1986
  - Леонардо Бенвенути, Сузо Чекки д’Амико, Пьеро Де Бернарди, Марио Моничелли и Туллио Пинелли — Надеемся, что будет девочка
  - Сандро Петралья и Нанни Моретти — Месса окончена
  - Туллио Пинелли, Тонино Гуэрра и Федерико Феллини — Джинджер и Фред
- 1987
  - Руджеро Маккари, Фурио Скарпелли и Этторе Скола — Семья
  - Пупи Авати — Рождественский подарок
  - Франческо Мазелли — История любви
- 1988
  - Леонардо Бенвенути, Пьеро Де Бернарди и Карло Вердоне — Я и моя сестра (ex aequo)
  - Бернардо Бертолуччи и Марк Пиплоу — Последний император (ex aequo)
  - Никита Михалков, Александр Адабашьян, Сузо Чекки д’Амико — Очи чёрные
- 1989
  - Франческа Аркибуджи, Глория Малатеста и Клаудия Сбариджия — Миньон уехала
  - Туллио Кезич, Эрманно Ольми — Легенда о святом пропойце
  - Пьеро Де Бернарди, Леонардо Бенвенути, Карло Вердоне — Школьные друзья

### 1990-е
- 1990
  - Пупи Авати — История мальчиков и девочек
  - Нанни Моретти — Красный штрафной
  - Сузо Чекки д’Амико и Тонино Гуэрра — Странная болезнь
  - Джанни Амелио, Винченцо Черами и Алессандро Сермонета — Открытые двери
  - Нанни Лой и Эльвио Порта — Беспризорники
- 1991
  - Сандро Петралья, Стефано Рулли и Даниэле Лукетти — Доверенное лицо (ex aequo)
  - Маурицио Никетти и Гуидо Манули — Хотеть летать (ex aequo)
  - Лилиана Бетти, Марко Феррери и Антонио Марино — Дом улыбок
  - Энцо Монтелеони — Средиземное море
  - Филиппо Ашоне, Умберто Марино и Серджо Рубини — Станция
- 1992
  - Карло Вердоне и Франческа Марчано — Будь проклят день, когда я тебя повстречал
  - Сандро Петралья, Андреа Пургатори и Стефано Рулли — Невидимая стена
  - Джанни Амелио, Сандро Петралья, Стефано Рулли и Джорджа Чечере — Похититель детей
  - Кармине Аморозо, Сузо Чекки д’Амико, Пьеро Де Бернарди и Марио Моничелли — Змеиные родители
- 1993
  - Франческа Аркибуджи — Большой арбуз
  - Грациано Диана и Симона Иццо — Охрана
  - Роберто Фаэнца и Филиппо Оттони — Иона, который жил в чреве кита
- 1994
  - Уго Кити и Джованни Веронези — Ради любви, только ради любви
  - Франческа Марчано и Карло Вердоне — Не будем больше встречаться
  - Нанни Моретти — Дорогой дневник
- 1995
  - Алессандро Д’Алатри — Senza pelle (ex aequo)
  - Луиджи Маньи и Карла Вистарини — Nemici d’infanzia (ex aequo)
  - Алессандро Бенвенути, Уго Кити и Никола Дзавальи — Красавицы у бара
- 1996
  - Фурио Скарпелли, Уго Пирро и Карло Лиццани — Целлулоид
  - Франческо Бруни и Паоло Вирдзи — Отпуск в августе
  - Фабио Ринаудо и Джузеппе Торнаторе — Фабрика звёзд
- 1997
  - Фабио Карпи — В иностранном государстве
  - Марко Бекис, Умберто Контарелло, Лара Фремдер, Джиджи Рива, Луиджи Рива и Маурицио Дзаккаро — Ягдташ
  - Пино Какуччи, Глория Корика и Габриэле Сальваторес — Нирвана
  - Сандро Петралья, Франческо Рози и Стефано Рулли — Перемирие
  - Леонардо Пьераччони и Джованни Веронези — Ураган
- 1998
  - Винченцо Черами и Роберто Бениньи — Жизнь прекрасна
  - Миммо Калопрести — Слова любви
  - Паоло Вирдзи — Ovosodo
- 1999
  - Джузеппе Пиччони, Гуальтьеро Розелла и Лучия Мария Дзеи — Не от мира сего
  - Кристина Коменчини — Браки
  - Джузеппе Торнаторе — Легенда о пианисте

### 2000-е
- 2000
  - Дориана Леондефф и Сильвио Сольдини — Хлеб и тюльпаны
  - Марко Бекис и Лара Фремдер — Гараж Олимпо
  - Симона Иццо и Рикки Тоньяцци — Закон противоположностей
- 2001
  - Клаудио Фава, Моника Дзапелли и Марко Туллио Джордана — Сто шагов
  - Линда Ферри, Нанни Моретти и Хайдрун Шлеф — Комната сына
  - Габриэле Муччино — Последний поцелуй
- 2002
  - Эрманно Ольми — Великий Медичи: Рыцарь войны
  - Дориана Леондефф и Сильвио Сольдини — Рождённые ветром
  - Паоло Соррентино — Лишний человек
- 2003
  - Маттео Гарроне, Массимо Гаудиозо и Уго Кити — Таксидермист
  - Анна Павиньяно и Алессандро Д’Алатри — Касомай
  - Джанни Ромоли и Ферзан Озпетек — Окно напротив
  - Пьеро Де Бернарди, Паскуале Пластино, Фьямма Сатта и Карло Вердоне — Чужая ошибка
  - Марко Беллоккьо — Улыбка моей матери
  - Габриэле Муччино и Хайдрун Шлеф — Помни обо мне
- 2004
  - Сандро Петралья и Стефано Рулли — Лучшие из молодых
  - Марко Беллоккьо — Здравствуй, ночь
  - Франческо Бруни и Паоло Вирдзи — Катерина из города
  - Джованни Веронези и Сильвио Муччино — Что с нами будет?
  - Маргарет Мадзантини и Серджо Кастеллитто — Не уходи
- 2005
  - Паоло Соррентино — Последствия любви
  - Джанни Амелио, Сандро Петралья и Стефано Рулли — Ключи от дома
  - Джанни Ромоли и Ферзан Озпетек — Боль чужих сердец
  - Давиде Феррарио — После полуночи
  - Уго Кити и Джованни Веронези — Учебник любви
- 2006
  - Стефано Рулли, Сандро Петралья и Джанкарло Де Катальдо в сотрудничестве с Микеле Плачидо — Криминальный роман
  - Нанни Моретти, Франческо Пикколо, Хайдрун Шлеф и Федерика Понтремоли — Кайман
  - Сильвио Муччино, Паскуале Пластино, Сильвия Ранфаньи и Карло Вердоне — Мой лучший враг
  - Фаусто Брицци, Массимилиано Бруно, Джаннандреа Пекорелли и Марко Мартани — Ночь накануне экзаменов
  - Анджело Пасквини, Карла Каваллуцци и Серджо Рубини — Земля
- 2007
  - Даниэле Лукетти, Сандро Петралья и Стефано Рулли — Мой брат – единственный ребёнок в семье
  - Линда Ферри, Франческо Джаммуссо, Ким Росси Стюарт и Федерико Старноне — Свобода – тоже хорошо
  - Эмануэле Криалезе — Новый свет
  - Массимо Де Рита, Джузеппе Торнаторе — Незнакомка
  - Эрманно Ольми — Сто гвоздей
- 2008
  - Сандро Петралья — Девушка у озера
  - Нанни Моретти, Лаура Паолуччи и Франческо Пикколо — Тихий хаос
  - Дориана Леондефф, Франческо Пикколо, Федерика Понтремоли и Сильвио Сольдини — Дни и облака
  - Дориана Леондефф, Карло Маццакурати, Марко Петтенелло и Клаудио Пьерсанти — Держать дистанцию
  - Джорджо Диритти и Фредо Валла — И возвращается ветер на круги своя
- 2009
  - Маурицио Брауччи, Уго Кити, Джованни Ди Грегорио, Маттео Гарроне, Массимо Гаудиозо и Роберто Савиано — Гоморра
  - Паоло Соррентино — Изумительный
  - Фаусто Брицци, Марко Мартани и Массимилиано Бруно — Экс
  - Фабио Бонифаччи и Джулио Манфредония — Это выполнимо
  - Франческо Бруни и Паоло Вирдзи — Вся жизнь впереди

### 2010-е
- 2010
  - Франческо Бруни, Франческо Пикколо и Паоло Вирдзи — Первое прекрасное
  - Джеймс Кэррингтон, Андреа Пургатори, Марко Ризи и Maurizio Cerino — Фортапаш
  - Джорджо Диритти, Giovanni Galavotti и Tania Pedroni — Тот, кто придёт
  - Иван Котронео и Ферзан Озпетек — Холостые выстрелы
  - Марко Беллоккьо и Даниэла Чезелли — Побеждать
- 2011
  - Марио Мартоне и Джанкарло Де Катальдо — Мы верили
  - Рокко Папалео и Вальтер Люпо — Базиликата: От побережья к побережью
  - Паоло Дженовезе — Незрелые
  - Сандро Петралья, Стефано Рулли и Даниэле Лукетти — Наша жизнь
  - Филиппо Гравино, Guido Iuculano и Клаудио Капеллини — Тихая жизнь
- 2012
  - Паоло Соррентино и Умберто Контарелло — Где бы ты ни был
  - Паоло Тавиани и Витторио Тавиани в сотрудничестве с Фабио Кавалли — Цезарь должен умереть
  - Нанни Моретти, Франческо Пикколо и Федерика Понтремоли — У нас есть Папа!
  - Марко Туллио Джордана, Сандро Петралья и Стефано Рулли — Роман о бойне
  - Франческо Бруни — Ништяк!
- 2013
  - Роберто Андо и Анджело Пасквини — Да здравствует свобода
  - Никколо Амманити, Умберто Контарелло, Франческа Марчано и Бернардо Бертолуччи — Ты и я
  - Джузеппе Торнаторе — Лучшее предложение
  - Маурицио Брауччи, Уго Кити, Маттео Гарроне и Массимо Гаудиозо — Реальность
  - Иван Котронео, Франческа Марчано и Мария Соле Тоньяцци — Я путешествую одна
- 2014
  - Франческо Пикколо, Франческо Бруни и Паоло Вирдзи — Цена человека
  - Паоло Соррентино, Умберто Контарелло — Великая красота
  - Микеле Астори, Пьерфранческо Дилиберто и Марко Мартани — Мафия убивает только летом
  - Франческа Марчано, Валия Сантелла, Валерия Голино — Милая
  - Валерио Аттанасио, Андреа Гарелло и Sydney Sibilia — Захочу и соскочу

- 2015
  - Франческо Мунци, Fabrizio Ruggirello, Маурицио Брауччи — Чёрные души
  - Саверио Костанзо — Голодные сердца
  - Марио Мартоне, Ippolita Di Majo — Невероятный молодой человек
  - Эдоардо Лео, Марко Бонини — Джулия и мы
  - Нанни Моретти, Франческо Пикколо, Валиа Сантелла — Моя мама

- 2016
  - Паоло Дженовезе, Филиппо Болонья, Паоло Костелла, паоло Маммини и Роландо Равелло — Идеальные незнакомцы
  - Маттео Гарроне, Эдоардо Альбинати, Уго Кити и Массимо Гаудиозо — Страшные сказки
  - Никола Гуальяноне[итал.] и Менотти — Меня зовут Джиг Робот
  - Клаудио Калигари, Франческа Серафини и Джордано Меаччи — Не будь злым
  - Паоло Соррентино — Молодость

## Число побед
- Сандро Петралья: 5
- Фурио Скарпелли: 3
- Леонардо Бенвенути: 3
- Пьеро Де Бернарди: 3
- Уго Кити: 3
- Стефано Рулли: 3
- Серджо Амидеи: 2
- Франческа Аркибуджи: 2
- Джанкарло Де Катальдо: 2
- Массимо Гаудиозо: 2
- Тонино Гуэрра: 2
- Даниэле Лукетти: 2
- Этторе Скола: 2
- Паоло Соррентино: 2